# Lac du bois de la Cambre
Pour les articles homonymes, voir La Cambre.
Le lac du bois de la Cambre, établi entre 1863 et 1866, est doté d’une île boisée abritant le Chalet Robinson, que l’on atteint à l’aide d’un bac. C'est, avec le chalet, une des deux principales attractions de la deuxième partie du bois de la Cambre. Le tour du lac, qui a la particularité de changer trois fois de nom, fait 1 470 mètres.

## Histoire
Le lac du bois de la Cambre a été conçu par l'architecte Édouard Keilig (1827-1895). Le choix de l'emplacement fut opportun car il s'agissait d'une étendue suffisamment basse qui permettait de bien répartir l'intérêt de la promenade. Il fut achevé en 1867.

## Galerie

Vues anciennes du lac et du chalet Robinson
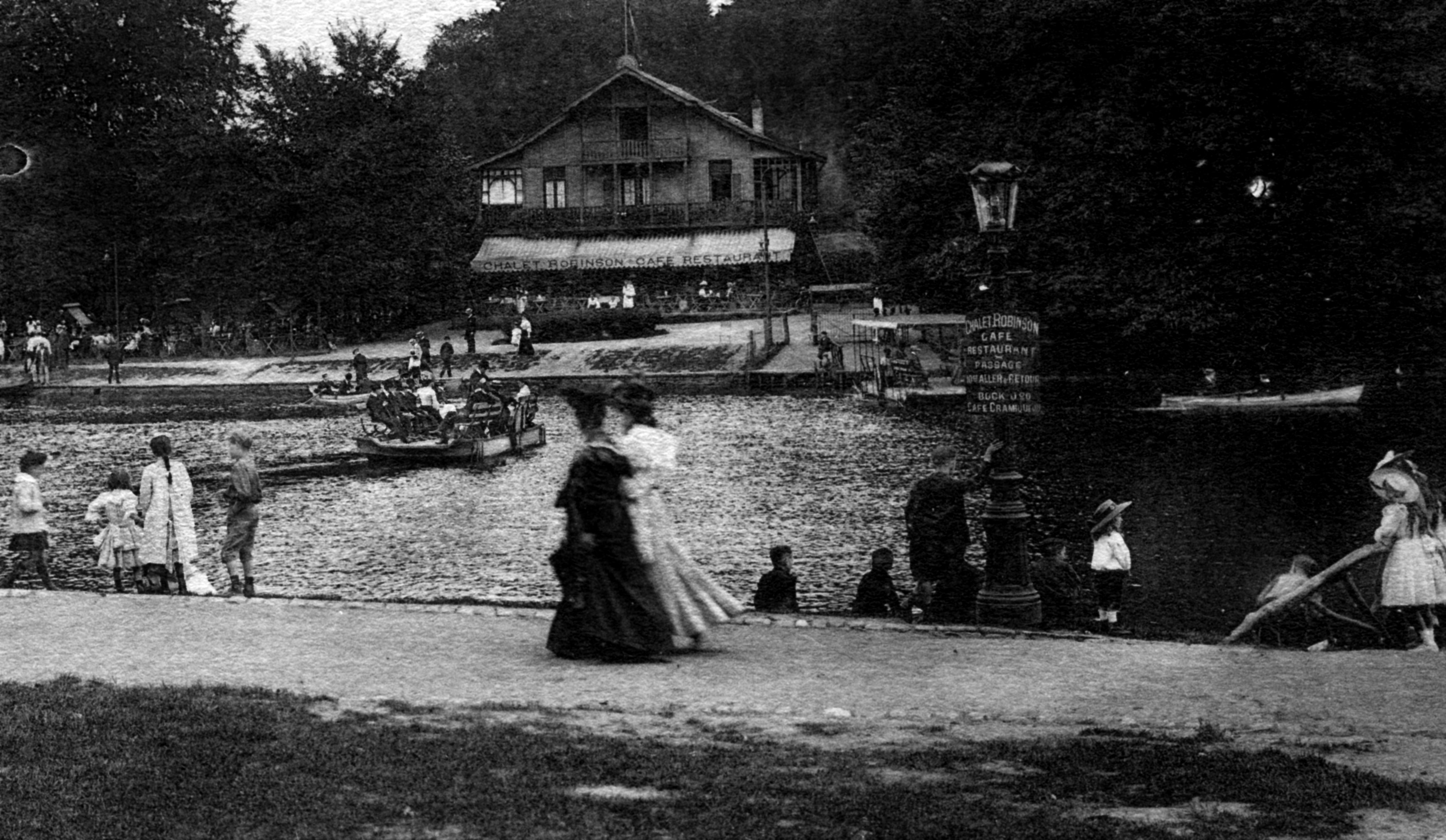
Sentier de l'Embarcadère en 1900.
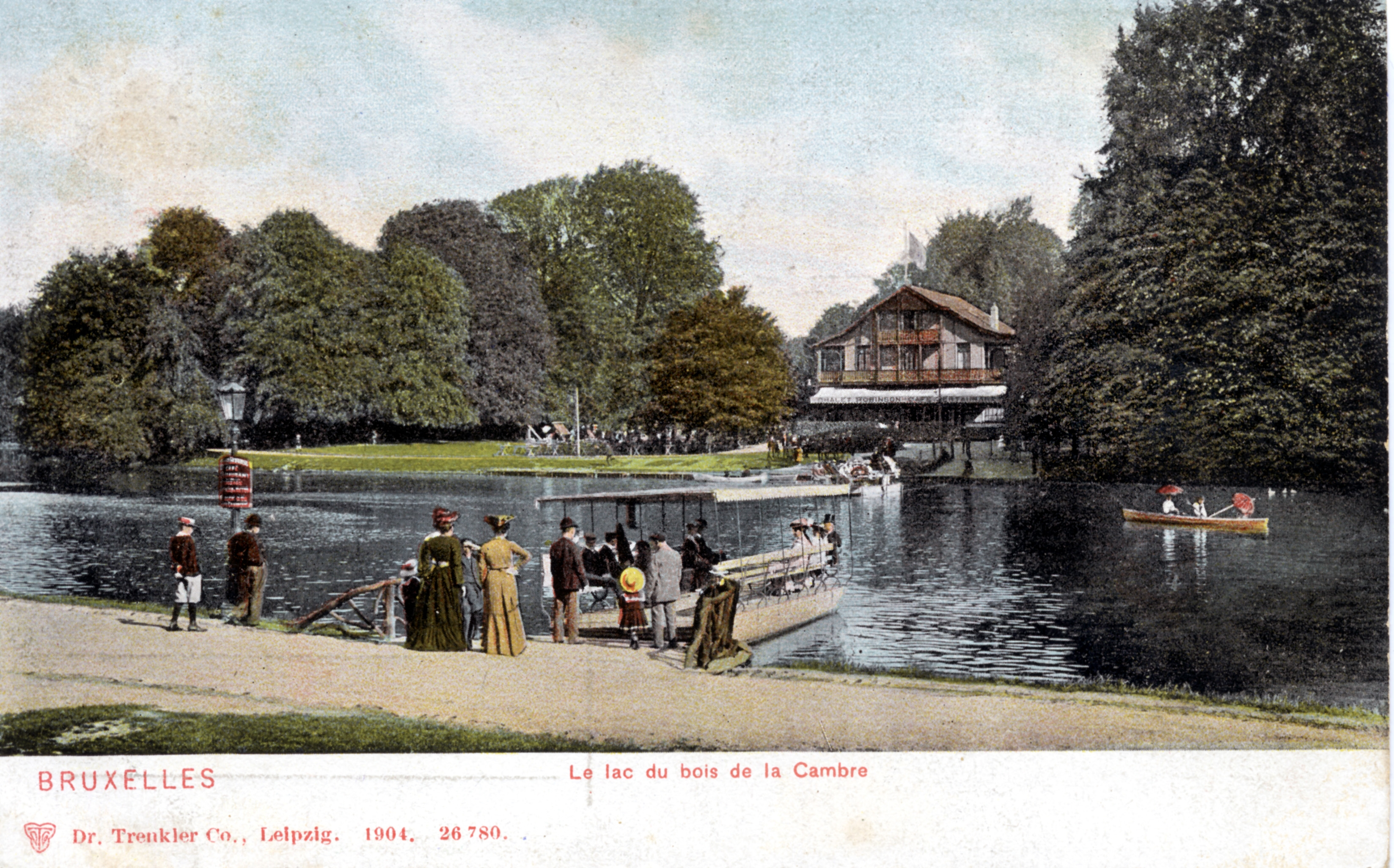
Le lac du bois de la Cambre en 1904.

Le lac et ses environs au XXIe siècle
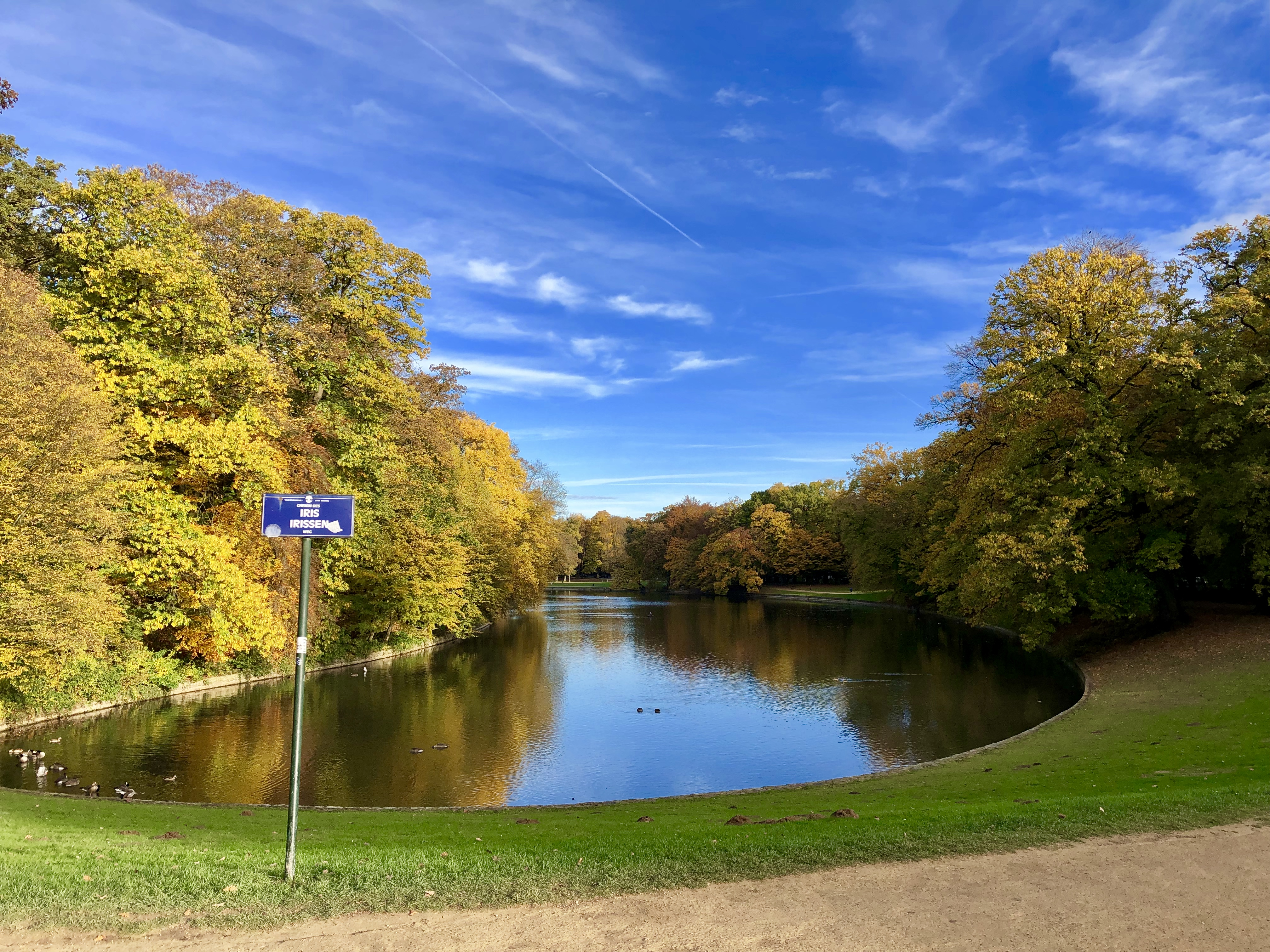
Le chemin des Iris
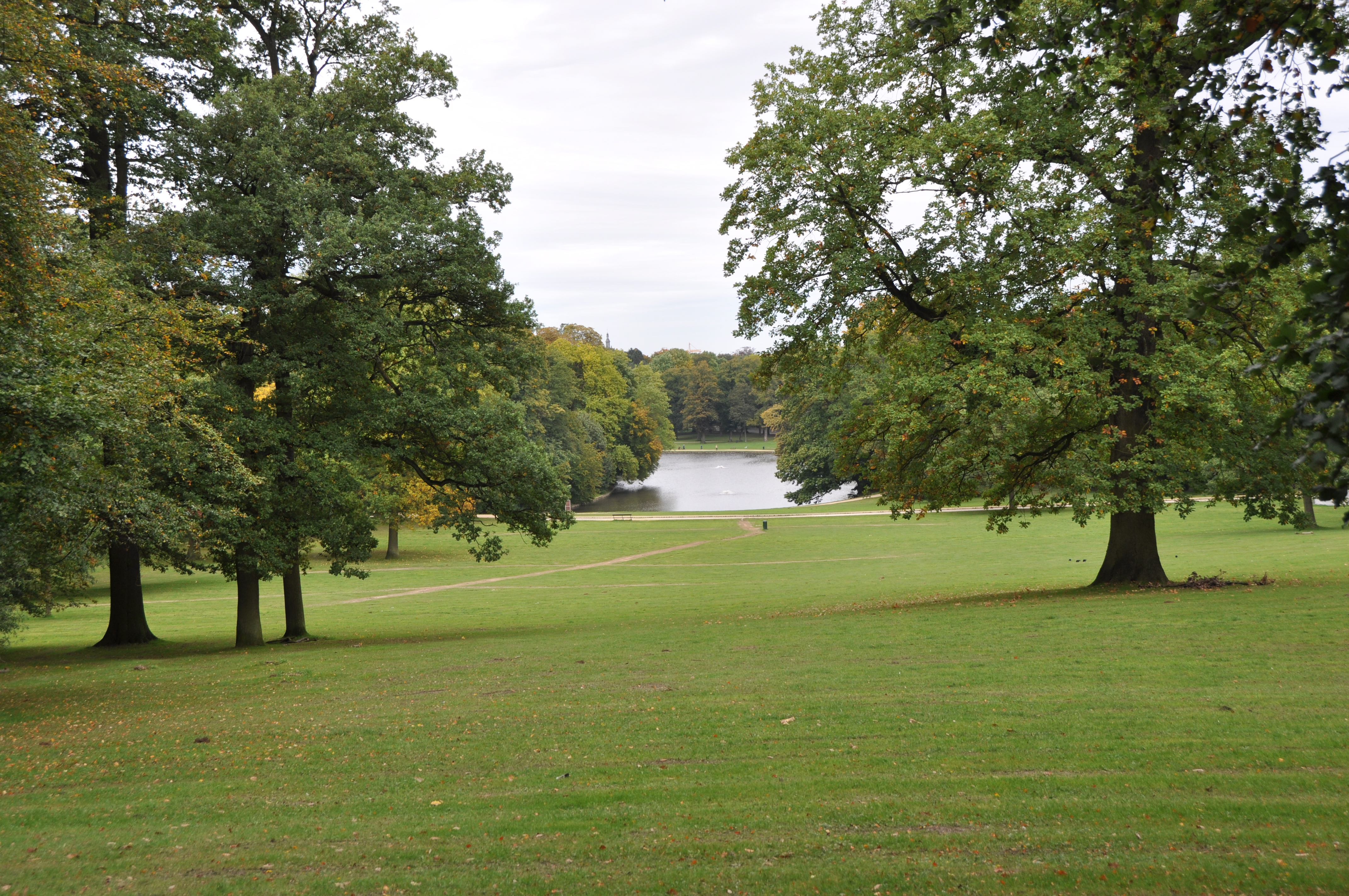
Le lac vu de la pelouse "dite" des Artilleurs.
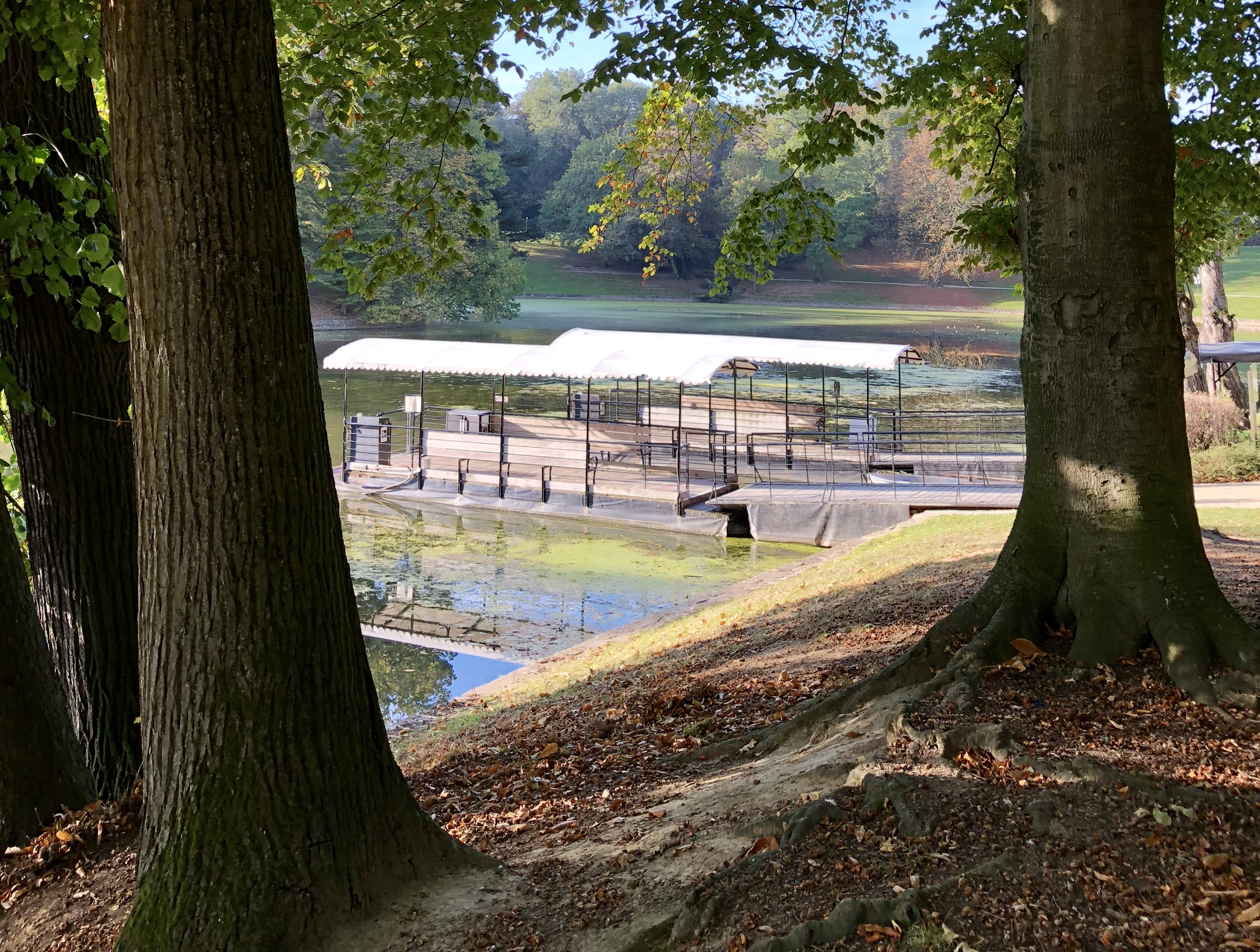
Les bacs prêt à la traversée.
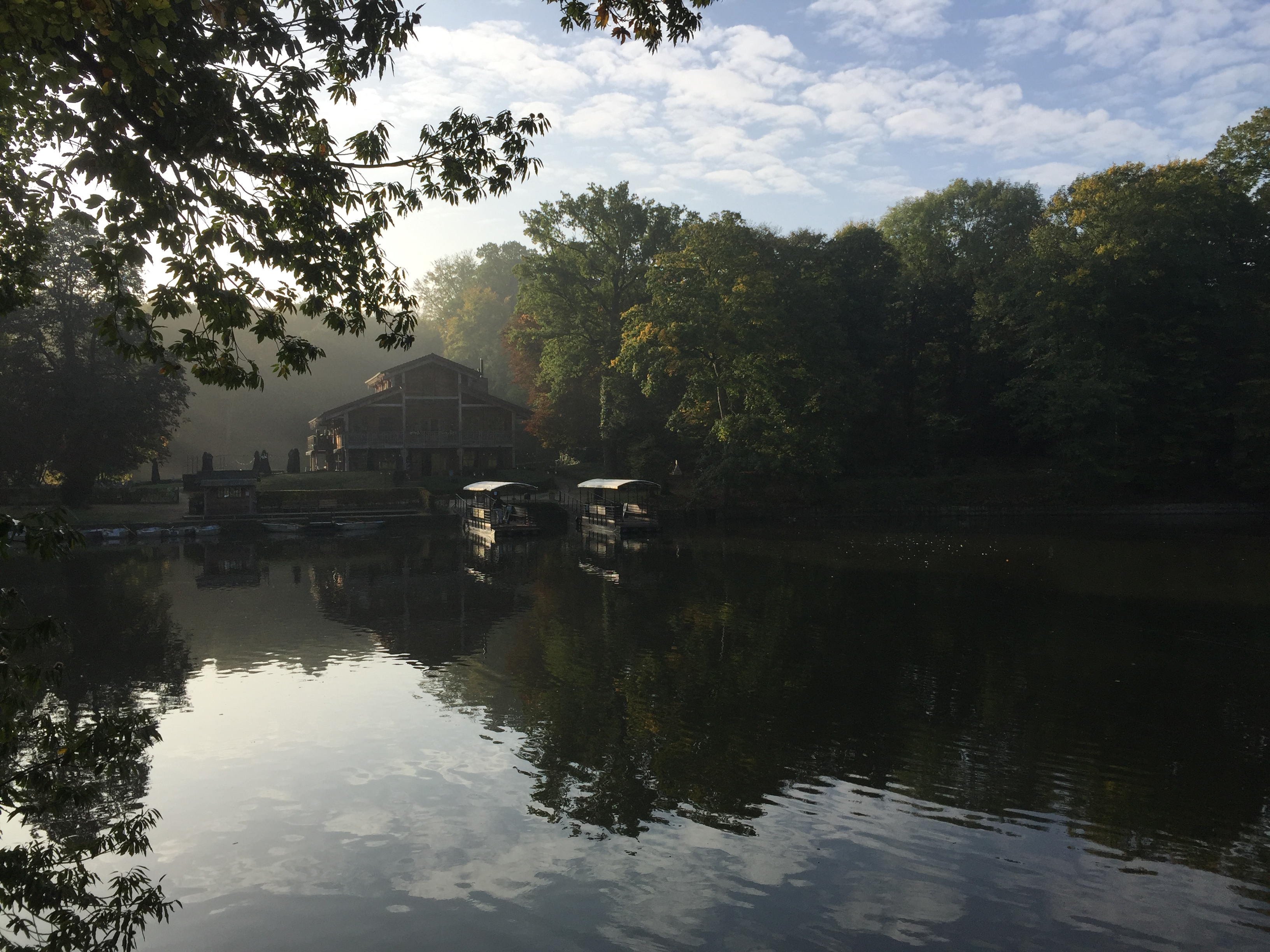
Vue du Chalet Robinson.
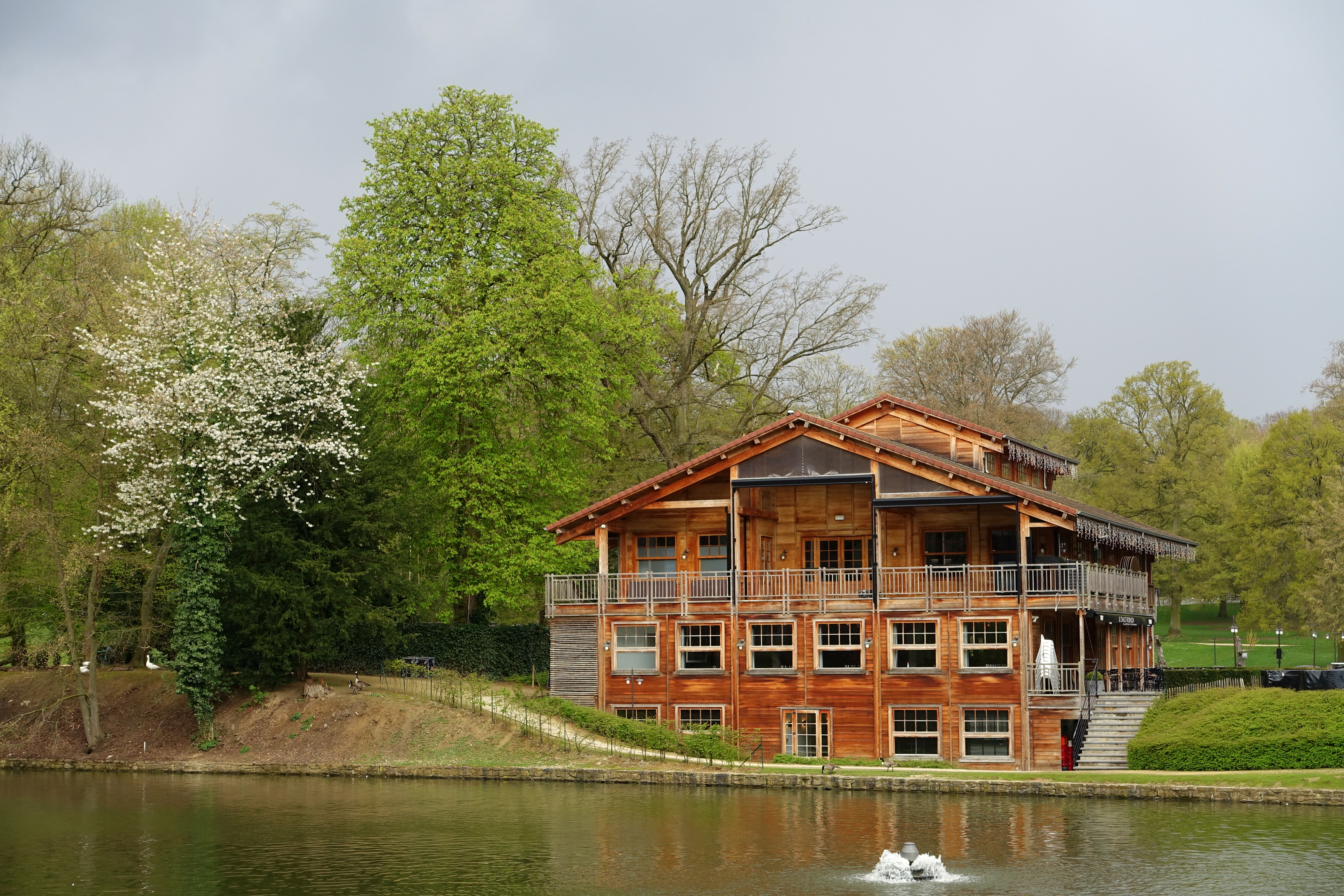
L'arrière du Chalet Robinson en 2016.
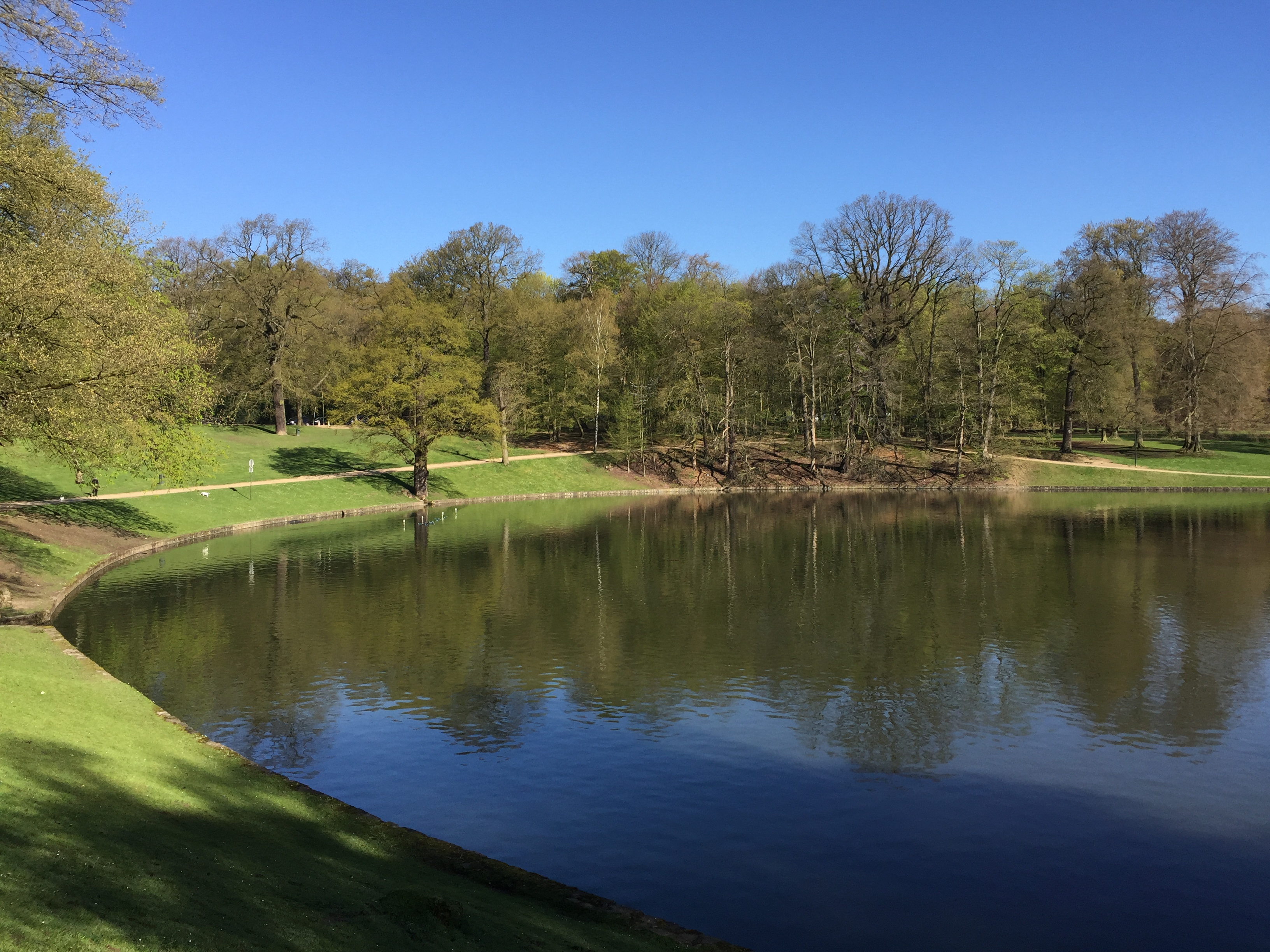
Le sentier des Canotiers.